# M56 Scorpion
Die M56 Scorpion war eine US-amerikanische Selbstfahrlafette zur Panzerabwehr für den Einsatz bei den Luftlandetruppen.

## Geschichte
Nach den Erfahrungen im Zweiten Weltkrieg forderte die US Army eine sehr mobile Panzerabwehrwaffe für den Einsatz in den Luftlandeeinheiten. Das Fahrzeug sollte mit der ersten Welle abgeworfen werden und ihnen die Feuerkraft eines Panzers zur Verfügung stellen. Der Hersteller Cadillac produzierte darauf die auch als Scorpion bekannten M56. Der Serienfertigung in den Jahren 1953 bis 1959 gingen zwei Prototypen mit der Bezeichnung T101 voraus.
Mit der 82. und 101. Luftlandedivision kam die Scorpion begrenzt zur Feuerunterstützung im Vietnamkrieg zum Einsatz. In den 1960er-Jahren wurde das Fahrzeug durch den M551 Sheridan ersetzt. Exporte gingen nach Spanien und Marokko.

## Technik
Der M56 war ein ungepanzerter Geschützträger ohne geschlossenen Kampfraum. Er bot also nur geringen Schutz und Komfort für die Besatzung. Der Fahrer und der Kanonier waren als einzige durch einen Schild nach vorn geschützt, hinzu kamen ein Ladeschütze und der Kommandant auf offenen Plätzen. Das 90-mm-Geschütz M54 hatte die gleichen ballistischen Eigenschaften und nutzte ähnliche Munition wie die M36-Kanone des M47. Die Munition wurde im hinteren Bereich des Fahrzeugs gelagert. Das Fahrzeug war ein Vollkettenfahrzeug mit gummibereiften Laufrädern und vorne liegendem Treibrad. Das Fahrwerk wurde auch für den M50 Ontos verwendet.
Die wesentlichen Nachteile waren die unzureichende Panzerung, der unzureichende Schutz der Besatzung und der starke Rückstoß, welcher das Fahrzeug oft mehr als einen Meter zurückrollen ließ und zusätzlich durch den aufgewirbelten Staub die Sicht auf das Ziel verdeckte, als auch im ungünstigsten Fall dem Gegner den Aufenthaltsort verriet.